# Trichroa oberthuri
Trichroa oberthuri är en skalbaggsart som först beskrevs av Leon Fairmaire 1892.  Trichroa oberthuri ingår i släktet Trichroa och familjen långhorningar.
Artens utbredningsområde är Madagaskar. Inga underarter finns listade i Catalogue of Life.